# Пуэрто-Инка
Пуэрто-Инка (исп. Provincia de Puerto Inca) — одна из 11 провинций перуанского региона Уануко. Столица — одноимённый город. Является крупнейшей провинцией региона, площадь составляет 9914 км². Население по данным на 2005 год — 31 748 человек. Плотность населения — 3,2 чел/км².

## Административное деление
В административном отношении делится на 5 районов:
- Кодо-дель-Посусо[исп.]
- Онориа[исп.]
- Пуэрто-Инка[исп.]
- Турнависта[исп.]
- Юяпичис[исп.]